# Los Fabulosos Cadillacs

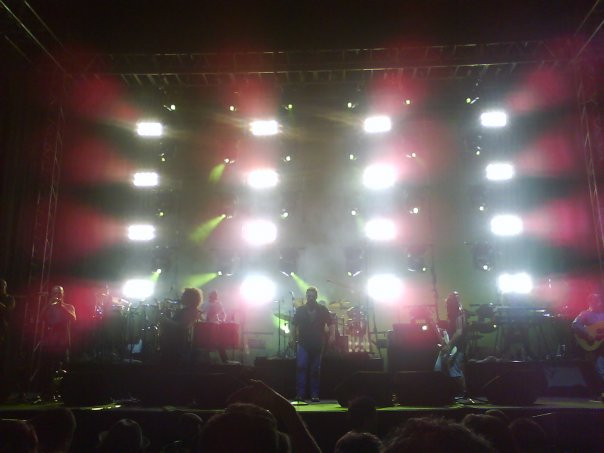
Los Fabulosos Cadillacs, 2008 in Medellín

Los Fabulosos Cadillacs ist eine argentinische Band. Ihre Mitglieder wechselten mit der Zeit, die Sänger Gabriel Fernández Capello (der immer noch unter dem Namen Vicentico singt) und Flavio Cianciarulo (Señor Flavio) blieben bis zuletzt dabei. Die beiden haben auch die meisten Songs geschrieben.

## Bandgeschichte
Los Fabulosos Cadillacs wurden 1985 in Buenos Aires gegründet. Während dieser Zeit erlebte gerade die sogenannte zweite Ska-Welle in England ihren Höhepunkt mit Bands wie Madness, The Specials, The Selecter und The English Beat, die auch die Fabulosos Cadillacs möglicherweise stark beeinflussten. Ihr eigener Stil entwickelte sich mit der Zeit und ist vielleicht am besten als eine Mischung aus Ska, Jazz, Salsa, Folk und Rap zu beschreiben.
Chronologisch gesehen folgte wahrscheinlich nach einigen Diskoauftritten die erste Platte "Bares y fondas" (1986), auf die noch weitere 13 folgten. Eines ihrer bekanntesten Lieder heißt "Matador", mit dem sie auch den MTV Video Music Award Latino gewannen. Mit dem Album Fabulosos Calavera gewann die Band 1998 den ersten Grammy Award for Best Latin Rock, Urban or Alternative Album. Das Album La Marcha del Golazo Solitario war für die Grammy-Verleihung 2002 nominiert.
Nach der Auflösung der Band im Jahr 2002 widmete sich jeder eigenen Projekten. Im April 2008 wurde eine Wiedervereinigung angekündigt. Neben einer im November 2008 startenden Tournee durch Amerika und Spanien wurde mit La Luz del Ritmo ein neues Album aufgenommen, das ebenfalls für den Grammy nominiert war.

## Diskografie
- Bares y Fondas (1986)
- Yo te avisé! (1987; AR: Platin)[1]
- Ritmo Mundial (1988)
- El Satánico Dr. Cadillac (1989)
- Volumen 5 (1990)
- Sopa de Caracol  (1991; AR: Gold)
- El León (1991; AR: Platin)
- Vasos Vacíos (1993)
- En vivo en Buenos Aires (1994; AR: Gold)
- Rey Azúcar (1995; AR: ×2Doppelplatin )
- Fabulosos Calavera (1997; AR: Platin)
- 20 Grandes Exitos (1998)
- La Marcha del Golazo Solitario (1999; AR: Gold)
- Obras Cumbres (2000; AR: Gold)
- Hola (2001; AR: Gold)
- Chau (2001; AR: Platin)
- La Luz del Ritmo (2008; AR: Platin)
- El Arte de la Elegancia (2009)
- La Salvación de Solo y Juan (2016)
- En Vivo en The Theater at Madison Square Garden  (2017)